# Елвуд (Небраска)
Елвуд (енгл. Elwood) град је у америчкој савезној држави Небраска.

## Демографија
По попису из 2010. године број становника је 707, што је 54 (-7,1%) становника мање него 2000. године.
| Група             | 2000.       | 2010.       |
| Белци             | 734 (96,5%) | 661 (93,5%) |
| Афроамериканци    | 0 (0,0%)    | 5 (0,7%)    |
| Азијати           | 0 (0,0%)    | 0 (0,0%)    |
| Хиспаноамериканци | 21 (2,8%)   | 26 (3,7%)   |
| Укупно            | 761         | 707         |